# تایرا فلاورز
تایرا فلاورز (انگلیسی: Tairia Flowers؛ زادهٔ ۹ ژانویهٔ ۱۹۸۱) بازیکن سافت‌بال اهل ایالات متحده آمریکا بود.